# Kiato
Kiato (en griego Κιάτo) es una ciudad de Grecia situada en la unidad periférica de Corintia, en la municipalidad de Sikonia. Está emplazada en la antigua polis de Sición y pasa por esta ciudad la carretera nacional griega A84 de Patras a Atenas pasando por Corinto.

## Situación geográfica
Kiato se sitúa en el Istmo de Corinto, que une la Peninsula del Peloponeso con los Balcanes.